# SECR-Klasse E
Die Klasse E der South Eastern and Chatham Railway (SECR) war eine Baureihe von 26 Schlepptenderlokomotiven, die für den Schnellzugverkehr konstruiert wurden und in den hauseigenen Werkstätten in Ashford gebaut wurden. Diese Lokomotiven mit der Achsfolge 2’B (American) wurden von Harry Wainwright, dem Locomotive and Carriage Superintendent der SECR, als Nachfolger der Klasse D entworfen. Die robusten und zuverlässigen Maschinen blieben bis Anfang der 1950er Jahre im Einsatz; während die modernisierten Lokomotiven der Klasse E1 sogar bis 1961 eingesetzt wurden.

## Geschichte

### Bau
Wainwright erhielt die Genehmigung eine verbesserte Version der erfolgreichen Klasse D zu entwickeln. Die Lokomotive wurden mit einem Belpaire-Stehkessel und etwas kleineren Rädern ausgestattet, um größere Zugkräfte zu erreichen. Der Bau der ersten fünf Lokomotiven begann in Ashford in den letzten Monaten des Jahres 1905, sodass sie 1906 in Betrieb genommen werden konnten. Nachdem sich die Konstruktion als erfolgreich erwiesen hatte, wurden bis 1909 insgesamt 26 Lokomotiven gebaut. Die Nr. 516 wurde während der Franco-British Exhibition 1908 in London ausgestellt und kam zudem häufig vor dem Royal Train zum Einsatz.
In den Jahren 1911 und 1912 erhielten die Lokomotiven mit den Nummern 36 und 275 einen Überhitzer. Dies führte zwar zu einem geringeren Kohlenverbrauch, jedoch machte es die Lokomotiven für den Einsatz auf den Strecken der ehemaligen London Chatham and Dover Railway (LCDR) zu schwer, weshalb vorerst keine weiteren Loks umgebaut wurden.
Richard Maunsell, der Nachfolger von Wainwright, ließ zwischen 1919 und 1921 elf Lokomotiven zur Klasse E1 umbauen. Diese Lokomotiven erhielten Überhitzer nach eigener Bauart von Maunsell sowie Kolbenschieber. Die erste Lokomotive war die in Ashford umgebaute Nr. 179, während die zehn weiteren bei Beyer, Peacock & Co in Manchester umgebaut wurden. Ursprünglich war geplant, zehn weitere Lokomotiven der Klasse E umzubauen, doch dieser Plan wurde fallen gelassen und stattdessen Lokomotiven der Klasse D zur Klasse D1 umgebaut.

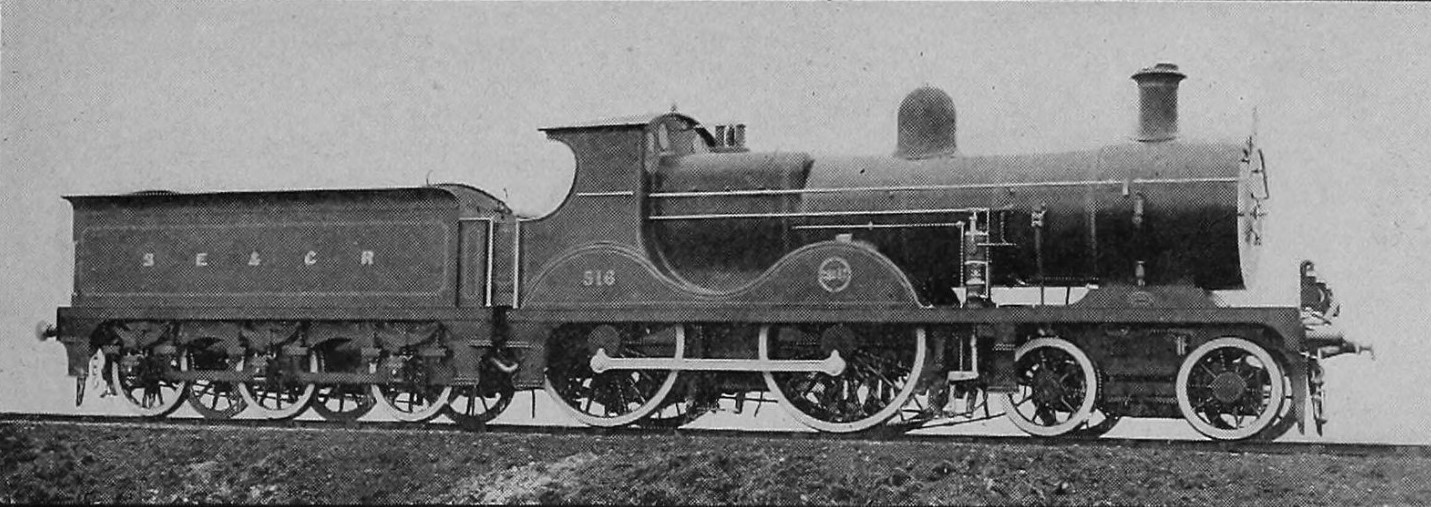
E-Klasse Nr. 516, die an der Franco-British Exhibition gezeigt wurde
E1-Klasse Nr. 179, erste zur E1-Klasse umgebaute Lokomotive

### Betrieb
Die Lokomotiven der Klasse E und E1 wurden nach ihrer Ablieferung vor den Boat trains auf der South Eastern Main Line eingesetzt. Diese hochwertigen Schnellzüge verbanden London mit der Kanalküste und dienten dem Zubringerverkehr zu den Fähren über den Ärmelkanal. Nach 1914 wurden die Lokomotiven der Klasse E auf den Strecken der ehemaligen South Eastern Railway (SER) zunehmend durch Lokomotiven der Klasse L ersetzt, blieben jedoch weiterhin im Dienst auf den Strecken der ehemaligen London, Chatham and Dover Railway. Nach der Integration der SECR in die Southern Railway (SR) wurden die Lokomotiven der Klasse E weiterhin in ihren angestammten Diensten eingesetzt. Erst ab 1931 wurden sie zunehmend in den Schnellzugsdienst auf der Brighton Main Line versetzt.
Die etwas leistungsfähigeren umgebauten Lokomotiven der Klasse E1 fuhren länger vor den Boat Trains. Erst Mitte der 1920er Jahre wurden sie von 2’C-Lokomotiven der LSWR-Klasse N15 abgelöst. Zunächst verkehrten sie weiterhin vor Zügen nach Ramsgate, bevor sie in den 1930er ebenfalls zur Brighton Main Line gelangten.
Bei der British Railways (BR) waren noch 25 Lokomotiven der Klassen E und E1 im Einsatz, hauptsächlich vor Personenzügen auf Nebenstrecken. Die meisten Lokomotiven der Klasse E wurden 1951 ausgemustert, während die umgebauten Lokomotiven der Klasse E1 zwischen 1949 und 1961 aus dem Dienst genommen wurden.

### Nachbau
Der Nachwelt sind keine Lokomotiven der Klasse E oder E1 erhalten geblieben. Im Dezember 2019 gab es jedoch Pläne der Bluebell Railway, eine Lokomotive der Klasse E nachzubauen. Die Nr. 516 wurde ausgewählt, da sie häufig vor dem Royal Train zum Einsatz kam. Es stellt sich jedoch heraus, dass die geschätzten Kosten etwa 1,2 Mio. Pfund betragen würden, weshalb das Vorhaben bereits im Juli 2020 aufgegeben wurde.

## Technik

### Klasse E
Die Lokomotiven der Klasse E basierten auf der Klasse D. Die Achsfolge 2’B mit einem führenden zweiachsige Drehgestell wurde beibehalten. Das Zweizylinder-Triebwerk wurde als Innentriebwerk ausgeführt, und auch die Stephenson-Steuerung war innenliegend angeordnet.
Wesentliche Änderungen gegenüber der Klasse D umfassten den Belpaire-Stehkessel mit flacher Decke sowie den um 152 mm (6 in) verlängerten Kuppelachsstand. Die Kuppelräder wurden um 51 mm (2 in) verkleinert, und die Zylinder wurden leicht vergrößert. Äußerlich unterschieden sich die Lokomotiven ebenfalls von der Klasse D durch Radschutzkästen mit glatten Wänden. Ab 1908 erhielten die Lokomotiven zudem größere Rauchkammern.
Anfang der 1910er Jahre wurden zwei Lokomotiven versuchsweise mit einem Überhitzer ausgestattet. Die Lokomotive Nr. 36 erhielt einen Überhitzer der Bauart Robinson, während Nr. 275 mit einem Überhitzer der Bauart Schmidt ausgerüstet wurde. Bei diesen Maschinen wurde der Kesseldruck von 12,4 bar (180 lbf/in²) auf 11 bar (160 lbf/in²) herabgesetzt, um die Überhitzerelemente zu schonen. Gleichzeitig wurden die Zylinder auf von 489 mm (19 1⁄4 in) auf 521 mm (20 1⁄2 in) vergrößert.
Die Lokomotive Nr. 165 wurde 1919 mit einer Ölfeuerung der Bauart Mexican Trough ausgestattet, die später jedoch wieder ausgebaut wurde. Für den Einsatz auf der East London Line, die im Vergleich zum übrigen Netz ein kleineres Lichtraumprofil aufwies, wurde bei der Nr. 19 der Schornstein um etwas 10 cm (4 in) gekürzt, sodass die Lokomotive eine Höhe von weniger als vier Meter (13 ft) hatte. Auch die Dampfdomverkleidung und die Pfeife wurden an das engere Lichtraumprofil angepasst.

### Klasse E1
Die Klasse E1 entstand durch den Umbau der Klasse E. Die Lokomotiven erhielten einen neuen Kessel mit einem Überhitzer der Bauart Maunsell, eine größere Feuerbüchse, neue Führerhäuser und Kolben- anstelle der Flachschieber. Äußerlich waren die umgebauten Lokomotiven an dem über den Kuppelachsen erhöht verlaufenden Umlauf zu erkennen. Während des Generalstreiks 1926 in Großbritannien wurden vier Lokomotiven mit einer Ölfeuerung ausgestattet, jedoch bald wieder auf Kohlefeuerung umgebaut.

## Nummern
Die Nummern wurden nicht in geschlossenen Blöcken vergeben; lediglich die ersten 15 Lokomotiven bilden einen geschlossenen Block. Zudem lässt die Höhe der Betriebsnummer keine Rückschlüsse auf das Alter der Lokomotive zu.
| Baujahr | SECR Nr. | SR Nr. | BR Nr. | Umbau zur D1 | Umbau durch    | Ausmusterung | Kommentar                                                                          |
| ------- | -------- | ------ | ------ | ------------ | -------------- | ------------ | ---------------------------------------------------------------------------------- |
| 1906    | 273      | 1273   | 31273  |              |                | 1951         |                                                                                    |
| 1906    | 275      | 1275   | 31275  |              |                | 1951         | 1912 mit Schmidt-Überhitzer ausgerüstet                                            |
| 1906    | 504      | 1504   | 31504  | 1920         | Beyer, Peacock | 1958         |                                                                                    |
| 1906    | 506      | 1506   | 31506  | 1920         | Beyer, Peacock | 1958         |                                                                                    |
| 1906    | 511      | 1511   | 31511  | 1920         | Beyer, Peacock | 1951         |                                                                                    |
| 1907    | 160      | 1160   | 31160  | 1920         | Beyer, Peacock | 1951         |                                                                                    |
| 1907    | 166      | 1166   | 31166  |              |                | 1955         |                                                                                    |
| 1907    | 491      | 1491   | 31491  |              |                | 1953         |                                                                                    |
| 1907    | 497      | 1497   |        | 1920         | Beyer, Peacock | 1960         |                                                                                    |
| 1907    | 515      | 1515   | 31515  |              |                | 1951         |                                                                                    |
| 1907    | 587      | 1587   | 31587  |              |                | 1951         |                                                                                    |
| 1907    | 157      | 1157   | 31157  |              |                | 1951         |                                                                                    |
| 1907    | 176      | 1176   | 31176  |              |                | 1951         |                                                                                    |
| 1908    | 165      | 1165   | 31165  | 1920         | Beyer, Peacock | 1959         | 1919 versuchsweise mit Ölfeuerung (Dampflokomotive) ausgerüstet                    |
| 1908    | 514      | 1514   | 31514  |              |                | 1951         |                                                                                    |
| 1908    | 516      | 1516   | 31516  |              |                | 1951         | 1908 an der Franco-British Exhibition ausgestellt, oft für den Royal Train benutzt |
| 1908    | 19       | 1019   | 31019  | 1920         | Beyer, Peacock | 1961         | 1910 für den Einsatz auf der East London Line angepasst                            |
| 1908    | 67       | 1067   | 31067  | 1920         | Beyer, Peacock | 1961         |                                                                                    |
| 1908    | 175      | 1175   | 31175  |              |                | 1951         |                                                                                    |
| 1908    | 507      | 1507   | 31507  | 1920         | Beyer, Peacock | 1961         |                                                                                    |
| 1908    | 547      | 1547   | 31547  |              |                | 1950         |                                                                                    |
| 1908    | 159      | 1159   | 31159  |              |                | 1951         |                                                                                    |
| 1908    | 36       | 1036   | 31036  | 2)           |                | 1951         | 1912 mit Robinson-Überhitzer ausgerüstet                                           |
| 1908    | 179      | 1179   | 31179  | 1919         | Ashford        | 1950         |                                                                                    |
| 1909    | 163      | 1163   | 31163  | 1920         | Beyer, Peacock | 1949         | Die BR Nummer war nie an der Lokomotive angebracht                                 |
| 1909    | 315      | 1315   | 31315  |              |                | 1954         |                                                                                    |